# کاتیلینا اوبامیانگ
کاتیلینا اوبامیانگ (انگلیسی: Catilina Aubameyang؛ زادهٔ ۱ سپتامبر ۱۹۸۳) بازیکن فوتبال اهل فرانسه است.
از باشگاه‌هایی که در آن بازی کرده‌است می‌توان به باشگاه فوتبال آ.ث. میلان، باشگاه فوتبال رجانا، باشگاه فوتبال تریستیانا، باشگاه فوتبال پاریس، باشگاه فوتبال آژاکسیو، باشگاه فوتبال لوگانو، باشگاه فوتبال آنکونا، و باشگاه فوتبال کیاسو اشاره کرد.
وی همچنین در تیم‌های ملی فوتبال زیر ۱۹ سال فرانسه و گابن بازی کرده‌است.

## زندگی شخصی
برادران کاتیلینا، پیر امریک و ویلی نیز مانند پدرشان پیر، بازیکن فوتبال هستند و همگی سابقه بازی برای تیم ملی فوتبال گابن را در کارنامه دارند.